# (4800) Veveri
(4800) Veveri es un asteroide perteneciente al cinturón de asteroides, descubierto el 9 de octubre de 1989 por Henri Debehogne desde el Observatorio de La Silla, Chile.

## Designación y nombre
Designado provisionalmente como 1989 TG17. Fue nombrado Veveri en homenaje al suburbio de Veveri en la ciudad italiana de Novara. En él se encuentra un cruce de camino de sistema de irrigación histórico, uno de los más importantes en el norte de Italia, en el que confluyen los canales de Cavour, Quinto Sella y Regina Elena, conectando con Roggia Mora, el cual sirve para regar cultivos de arroz que cubren una extensa región.

## Características orbitales
Veveri está situado a una distancia media del Sol de 3,006 ua, pudiendo alejarse hasta 3,325 ua y acercarse hasta 2,688 ua. Su excentricidad es 0,105 y la inclinación orbital 10,29 grados. Emplea 1904 días en completar una órbita alrededor del Sol.

## Características físicas
La magnitud absoluta de Veveri es 11,9. Tiene 14,088 km de diámetro y su albedo se estima en 0,133.